# Łobozew Dolny
Łobozew Dolny – wieś w Polsce położona w województwie podkarpackim, w powiecie bieszczadzkim, w gminie Ustrzyki Dolne.
| SIMC    | Nazwa       | Rodzaj    |
| ------- | ----------- | --------- |
| 0361643 | Pod Jaworem | część wsi |

W połowie XIX wieku właścicielkami posiadłości tabularnej w Łobozewie były Franciszka i Elżbieta Leszczyńskie.
W latach 1975–1998 miejscowość administracyjnie należała do województwa krośnieńskiego.